# Антидикомаріаміти
Антидикомаріаміти, або антидикомарії, також називаються дімоеріти, були християнською сектою, що діяла з III по V століття. Їхню назву придумав противник Епіфаній Саламінський, який описав їх як єретичних у своєму «Панаріоні». Існування антидікомаріїв як організованої секти може бути під сумнівом, оскільки це засвідчено лише у Епіфанія, але доктрини, які він їм приписує, безумовно, були предметом живих дебатів наприкінці IV століття.
Антидикомарії відмовилися надати якийсь особливий статус Марії, матері Ісуса, і відкинули доктрину її вічної невинності. Йосипа вони вважали вдівцем з шістьма дітьми від попереднього шлюбу. Спочатку вони відкидали невинне народження і вважали Йосипа батьком Ісуса. Пізніше вони прийняли непорочне народження, але вважали, що Йосип і Марія мали нормальні статеві стосунки після народження Ісуса. Вони вважали братів Ісуса, згаданих у Новому Завіті, як інших дітей Марії та Йосипа. Секту можна розглядати як реакцію на зростання набожності на честь Марії та безшлюбності. Згідно з Епіфанієм, антидикомарії приписували свою позицію Аполлінарію з Лаодикії. Він написав листа, захищаючи думку більшості щодо Марії, до християн Аравії, копію якого включив у свій «Панаріон».
Думка про те, що брати Ісуса були дітьми Марії та Йосипа, дотримувалася незалежно від антидикомарської секти в ранній церкві: її дотримувалися Тертуліан, Гегезіп і Гельвідій, тоді як Ориген згадує про це. Антидикомарська позиція щодо Марії стала стандартною в протестантизмі.